# Mexiátai
Mexiátai (Mexiates) är en ort i Grekland.   Den ligger i prefekturen Fthiotis och regionen Grekiska fastlandet, i den centrala delen av landet, 160 km nordväst om huvudstaden Aten. Mexiátai ligger 96 meter över havet och antalet invånare är 618.
Terrängen runt Mexiátai är kuperad åt nordost, men åt sydväst är den bergig. Runt Mexiátai är det ganska tätbefolkat, med 93 invånare per kvadratkilometer. Närmaste större samhälle är Lamia, 10,5 km öster om Mexiátai. Trakten runt Mexiátai består till största delen av jordbruksmark.